# (934) Thüringia
(934) Thüringia ist ein Asteroid des Hauptgürtels, der am 15. August 1920 vom deutschen Astronomen Walter Baade in Hamburg-Bergedorf entdeckt wurde. 
Der Asteroid wurde benannt nach dem Atlantik-Linienschiff Thüringia.